# Sankt Pers nycklar
Sankt Pers nycklar (Orchis mascula) är en art i familjen orkidéer som tillhör släktet nycklar. Den är vanlig på Ölands och Gotlands ängar. Växtens storlek och lysande blomställning gör den till en karaktärsväxt för dessa ängar under juni månad. Dessutom förekommer den i Skåne och Blekinge samt sällsyntare i några andra landskap upp till Roslagen och Åland. I Norge finns den på ängar utmed kusten ända upp till Lofoten. Som ett gott kännemärke kan framhållas den uppåtriktade sporren och de hela, rundade knölrötterna. Sankt Pers nycklar är antagligen den vanligaste svenska orkidén. Den är vanligen rosaviolett och mera sällan vit. Sankt Pers nycklar är en av de orkidéer som blommar tidigast.

## Underarter
Arten delas in i följande underarter:
- O. m. ichnusae
- O. m. laxifloriformis
- O. m. mascula
- O. m. scopulorum
- O. m. speciosa